# 클라우스 텐슈테트

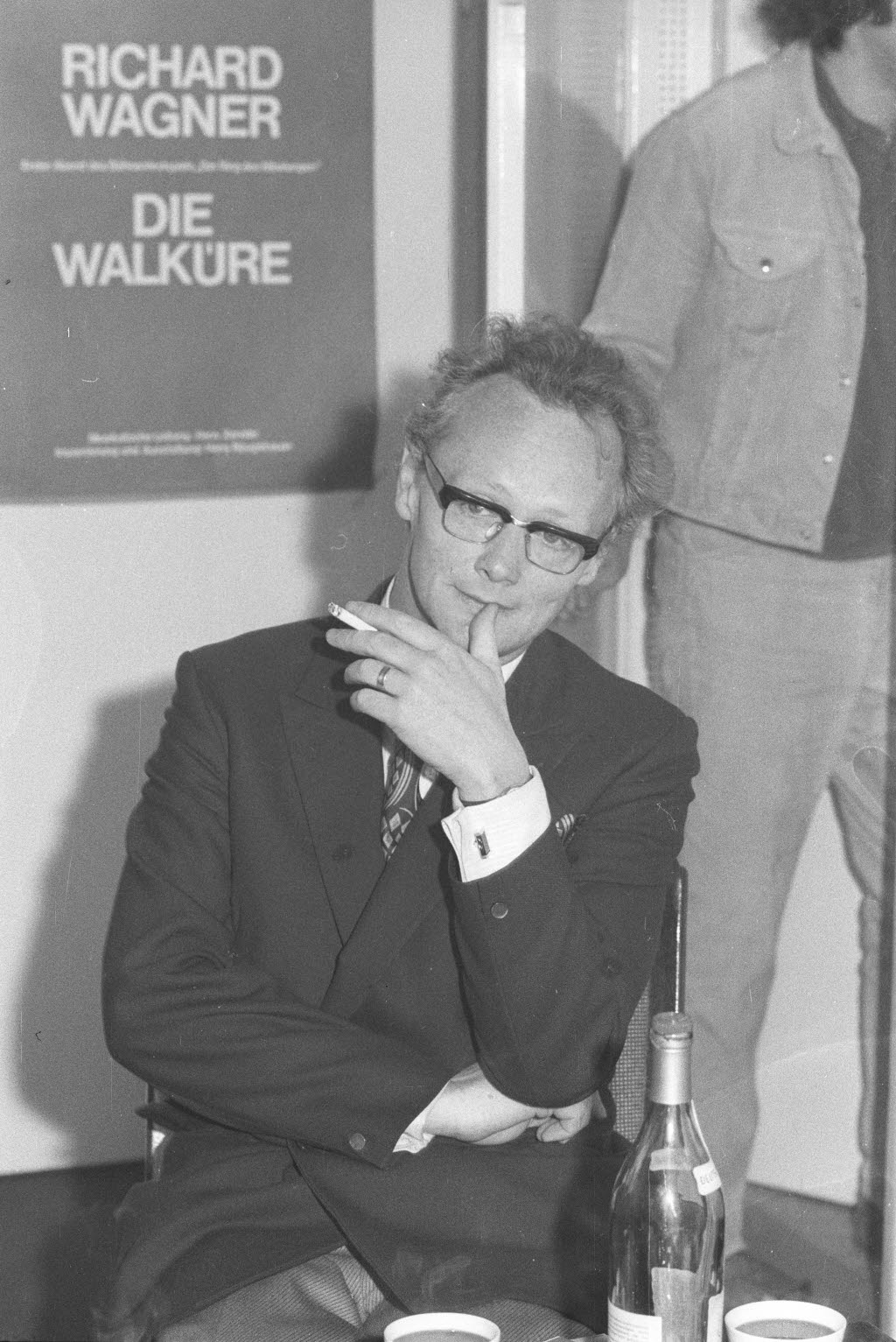

클라우스 텐슈테트 (Klaus Tennstedt, 1926년 6월 6일 ~ 1998년 1월 11일)는 메르제부르크 출신의 독일 지휘자이다. 그는 라이프치히 콘서바토리에서 바이올린과 피아노를 공부했다. 1948년, 그는 영국의 할레 시립 극장 오케스트라의 콘서트마스터로 활동을 시작했다. 하지만, 어느날 닥친 손가락 부상으로 그의 바이올린 연주자로서의 경력은 끝을 맞이하게 되었고, 이후 극장에서 성악가들의 보컬 트레이너로 활동하게 된다. 1958년에 드레스덴 오페라의 음악 감독을 맡은 텐슈테트는 이후 1962년 슈베린 주립 극장 오케스트라의 음악 감독으로 활동하게 되었다.
텐슈테트는 1971년 동독에서 탈출하여 스웨덴에서 난민 지위를 얻었다. 그 해 텐슈테트는 예테보리 극장 오케스트라와 스톡홀름의 스웨덴 방송 교향악단을 지휘하게 된다. 1972년, 그는 북부 독일에 위치한 키엘 오페라단의 상임 음악 감독을 맡게 된다. 1979년부터 1982년까지, 그는 함부르크의 북독일 방송 교향악단의 상임 지휘자로 활동했다.
1974년, 텐슈테트는 토론토 심포니 오케스트라를 지휘, 북미 지역에 데뷔를 한다. 그 해 12월, 브루크너의 교향곡 제8번을 보스턴 심포니 오케스트라와 함께 무대에 올리며 미국 무대에 등장했다. 노먼 르브렛의 The Maestro Myth에 의하면, 보스턴의 공연 기획사가 텐슈테트에게 무슨 곡을 지휘하고 싶냐고 물어봤을 때, 텐슈테트가 의아하게 "저기, 제가 고를 수 있는건가요?"라며 거꾸로 되물어 왔던 일화가 있었다고 한다. 그의 혜성과 같은 등장은 음악계의 호평을 받았으며, 그 덕분에 그는 1976년 탱글우드 음악제의 객원 지휘를 맡을 수 있었다. 1983년에는 그의 장기인 오페라를 미국 음악계에 선보이게 되었는데, 그는 뉴욕의 메트로폴리탄 오페라와 함께 베토벤의 피델리오를 무대에 올렸다. 그는 이후, 필라델피아 오케스트라와 시카고 심포니 오케스트라, 그리고 뉴욕 필하모닉 오케스트라를 객원지휘하기도 했다.
북미 지역에서 자리를 잡은 텐슈테트는 1976년, 영국의 런던 심포니 오케스트라를 지휘하게 영국 무대에 등장하게 된다. 1977년은 그가 처음으로 런던 필하모닉 오케스트라(LPO)와 함께 작업을 하게 되는데, 그는 LPO에서 연이어 수석 객원 지휘자(1980)와 제 8대 상임 지휘자(1983)로 활동하게 된다. 그는 안타깝게도 건강 문제로 인해 1987년 상임 지휘자직을 사퇴하고 이후 런던 필하모닉의 계관 지휘자로 임명되었다. 그는 말러의 교향곡 제6번 (1991년 11월)과 교향곡 제7번을 지휘하면서 잠시 LPO에 돌아왔으나, 의사들의 조언에 따라 1994년 10월 지휘자로서의 공식 은퇴를 선언하였다.
텐슈테트가 녹음한 음반들 중 최고의 걸작으로 손꼽히는 것은 구스타프 말러의 교향곡 전집이다. 말러 스페셜리스트로의 명성 덕분에 그의 공연 실황이 여러차례 음반으로 발매되기도 했다.

## 같이 보기
- 런던 필하모닉 오케스트라